# Israel und die Bombe
Israel und die Bombe, Langtitel Israel und die Bombe – Ein radioaktives Tabu, ist ein Fernseh-Dokumentarfilm aus dem Jahr 2012 von Dirk Pohlmann und Florian Hartung zum Thema israelische Atomwaffen. Er wurde gemeinsam von Februar Film, Arte und ZDF produziert.

## Inhalt
Einleitend stellt der Film die These Avner Cohens einer israelischen „Politik der Undurchschaubarkeit“ („עֲמִימוּת“ Amimut „Mehrdeutigkeit“) anhand des Falls von Mordechai Vanunu dar. Dieser habe das in Israel geltende Tabu, dass über die atomare Bewaffnung des eigenen Landes nicht gesprochen werden dürfe, verletzt, indem er der Sunday Times Material über Israels geheimes Atomwaffenprogramm zugänglich machte, und sei zu einer hohen Haftstrafe von 18 Jahren wegen Spionage und Hochverrats verurteilt worden. Offiziell streite Israel bis heute ab, im Besitz von atomaren Waffen zu sein, und sehe sich auf dieser Grundlage auch nicht in der Pflicht, dem Atomwaffensperrvertrag beizutreten.
Der Film rekonstruiert die Genese des Programms der atomaren Bewaffnung Israels aus den Erfahrungen der Juden im Zweiten Weltkrieg. Der Holocaust und die passive Haltung der Alliierten, die keinen Krieg zur Rettung der europäischen Juden vor dem Holocaust führen wollten, habe zu der Schlussfolgerung geführt, dass im Ernstfall nur Juden für die Sicherheit des jüdischen Volkes einstehen würden. Abschreckung durch eigene atomare Waffen sei demnach aus Sicherheitsgründen zum Ziel der Politik Israels geworden. Dieses Ziel sei mit allen notwendigen Mitteln, lauteren und unlauteren, verfolgt worden.
Bis zur Regierung Kennedy habe die USA nach Meinung des Militärhistorikers Martin van Creveld das Atomprogramm bewusst ignoriert und vorausgesetzt, dass Israel sein Nuklearprogramm geheim halten werde. Kennedy sei jedoch nicht mehr bereit gewesen, ein israelisches Atomwaffenprogramm und die mit ihm einhergehende Gefahr zu dulden, dass weitere Staaten das notwendige Know-how für den Bau von Nuklearwaffen erhalten könnten. Damit habe sich die Politik der USA drastisch geändert.
Bevor 1967 am Vorabend des Sechstagekrieges die erste israelische Atombombe fertig gewesen sei, hätten sich die Sowjetunion, der es vorrangig um die Verhinderung einer israelischen Bombe gegangen sei, und die Arabischen Staaten verbündet. Allerdings habe niemand mit dem Erfolg des israelischen Präventivangriffs auf die arabische Luftwaffe gerechnet, so dass sich die Sowjetunion im Krieg letztlich passiv verhalten habe. 1969 sei dann zwischen Golda Meir und Richard Nixon ein Geheimabkommen geschlossen worden, in dem die USA Israel gestatten, Atommacht zu sein.
Als 1991 im Golfkrieg Saddam Hussein aus Rache für die Angriffe auf den Irak Israel mit Scud-Raketen bombardieren ließ, hätten das die israelischen Politiker zum Anlass genommen, Deutschland moralisch unter Druck zu setzen. Der Erfolg der Strategie sei die Lieferung von drei deutschen U-Booten an Israel gewesen, von denen nur ein halbes U-Boot bezahlt werden musste. Die U-Boote seien umgehend mit nuklearen Cruise-Missile-Raketen bestückt worden. Avi Primor beschreibt, dass trotz aller Kenntnisse über israelische Atombomben die jeweiligen deutschen Regierungen stets so getan hätten, als gäbe es sie nicht.
Der Film stellt die These auf, dass israelische Atomwaffen auch in Deutschland tabuisiert werden. Der Politiker Karsten Voigt, der in der Zeit außenpolitischer Sprecher der SPD war, gibt an, dass das Schlimmste gewesen wäre, wenn man Israel gefragt und dort eine ehrliche Antwort bekommen hätte – weswegen die Fragen unterblieben seien. Dennoch sei jedem mit der Materie befassten Politiker klar gewesen, dass die deutsche Lieferung von Israel umgehend zu Zwecken der atomaren Aufrüstung verwendet würde, nur sei das ein Punkt, über den niemand genauer nachdenken wolle.
Der Film endet mit der These der Filmemacher, Israel sei eine der größten Atommächte, könne weltweit Ziele angreifen, habe seine Bürger zum Schweigen verpflichtet und entziehe so sein atomares Rüstungsprogramm der demokratischen Kontrolle.

## Produktion
Der Arbeitstitel des Films lautete Der Kalte Krieg im Nahen Osten. Vor-Ort-Drehs fanden vom 11. September bis 5. November 2011 in den Vereinigten Staaten, Israel, Deutschland, Großbritannien und Frankreich statt. Die Filmregie führte Dirk Pohlmann, der auch das Drehbuch schrieb.
Die Erstausstrahlung des 52 Minuten langen Films fand am 7. Juli 2012 auf Arte statt. Die Redaktion hatten Martin Pieper (ARTE) sowie Annette Tewes (ZDF) inne.